# US Open 2010 - Qualificazioni singolare ragazzi
Le qualificazioni del singolare  dell'US Open 2010 sono state un torneo di tennis preliminare per accedere alla fase finale della manifestazione. I vincitori dell'ultimo turno sono entrati di diritto nel tabellone principale. In caso di ritiro di uno o più giocatori aventi diritto a questi sono subentrati i lucky loser, ossia i giocatori che hanno perso nell'ultimo turno ma che avevano una classifica più alta rispetto agli altri partecipanti che avevano comunque perso nel turno finale.

## Teste di serie
1. Diego Schwartzman (primo turno)
2. John Morrissey (primo turno)
3. Sam Barry (qualificato)
4. Diego Galeano (ultimo turno)
5. Giammarco Micolani (ultimo turno) (Lucky Loser)
6. Libor Salaba (primo turno)
7. Shane Vinsant (ultimo turno)
8. Julien Cagnina (qualificato)

1. Vitor Galvao (primo turno, ritiro)
2. Augusto Laranja (ultimo turno)
3. Karim Hossam (primo turno)
4. Grégoire Barrère (primo turno)
5. Karue Sell (qualificato)
6. Tomáš Hanzlík (primo turno)
7. Gonzales Austin (primo turno)
8. Sai Kartik Nakireddi (primo turno)

## Qualificati
1. Bruno Semenzato
2. Michael Zhu
3. Sam Barry
4. Daiki Kondo

1. Alexios Halebian
2. Mackenzie McDonald
3. Karue Sell
4. Julien Cagnina

## Tabellone qualificazioni

### Legenda
| - Q = Qualificato - WC = Wild card - LL = Lucky loser | - ALT = Alternate - SE = Special Exempt - PR = Protected Ranking | - w/o = Walkover - r = Ritirato - d = Squalificato |

### 1ª sezione
|  | Primo turno | Primo turno       | Primo turno     | Primo turno | Primo turno |  |  | Ultimo turno | Ultimo turno    | Ultimo turno    | Ultimo turno | Ultimo turno |  |
|  |             |                   |                 |             |             |  |  |              |                 |                 |              |              |  |
|  | 1           | Diego Schwartzman | 6               | 2           | 5           |  |  |              |                 |                 |              |              |  |
|  | WC          | Maxx Lipman       | 2               | 6           | 7           |  |  | WC           | Maxx Lipman     | Maxx Lipman     | 2            | 68           |  |
|  |             | Bruno Semenzato   | Bruno Semenzato | 6           | 6           |  |  |              | Bruno Semenzato | Bruno Semenzato | 6            | 7            |  |
|  | 11          | Karim Hossam      | Karim Hossam    | 4           | 2           |  |  |              |                 |                 |              |              |  |

### 2ª sezione
|  | Primo turno | Primo turno    | Primo turno    | Primo turno | Primo turno |  |  | Ultimo turno | Ultimo turno | Ultimo turno | Ultimo turno | Ultimo turno |  |
|  |             |                |                |             |             |  |  |              |              |              |              |              |  |
|  | 2           | John Morrissey | John Morrissey | 64          | 67          |  |  |              |              |              |              |              |  |
|  |             | Michael Zhu    | Michael Zhu    | 7           | 7           |  |  |              | Michael Zhu  | 5            | 6            | 7            |  |
|  | WC          | Spencer Papa   | 7              | 3           |             |  |  | WC           | Spencer Papa | 7            | 3            | 5            |  |
|  | 9           | Vitor Galvao   | 6(1)           | 0           | r           |  |  |              |              |              |              |              |  |

### 3ª sezione
|  | Primo turno | Primo turno       | Primo turno       | Primo turno | Primo turno |  |  | Ultimo turno | Ultimo turno      | Ultimo turno      | Ultimo turno | Ultimo turno |  |
|  |             |                   |                   |             |             |  |  |              |                   |                   |              |              |  |
|  | 3           | Sam Barry         | Sam Barry         | 6           | 6           |  |  |              |                   |                   |              |              |  |
|  |             | Marco Cecchinato  | Marco Cecchinato  | 3           | 1           |  |  | 3            | Sam Barry         | Sam Barry         | 7            | 6            |  |
|  |             | Alexander Petrone | Alexander Petrone | 7           | 6           |  |  |              | Alexander Petrone | Alexander Petrone | 63           | 1            |  |
|  | 14          | Tomáš Hanzlík     | Tomáš Hanzlík     | 5           | 2           |  |  |              |                   |                   |              |              |  |

### 4ª sezione
|  | Primo turno | Primo turno     | Primo turno     | Primo turno | Primo turno |  |  | Ultimo turno | Ultimo turno  | Ultimo turno  | Ultimo turno | Ultimo turno |  |
|  |             |                 |                 |             |             |  |  |              |               |               |              |              |  |
|  | 4           | Diego Galeano   | Diego Galeano   | 6           | 6           |  |  |              |               |               |              |              |  |
|  |             | Rakshay Thakkar | Rakshay Thakkar | 2           | 4           |  |  | 4            | Diego Galeano | Diego Galeano | 4            | 1            |  |
|  | WC          | Daiki Kondo     | 5               | 7           | 7           |  |  | WC           | Daiki Kondo   | Daiki Kondo   | 6            | 6            |  |
|  | 15          | Gonzales Austin | 7               | 5           | 67          |  |  |              |               |               |              |              |  |

### 5ª sezione
|  | Primo turno | Primo turno        | Primo turno      | Primo turno | Primo turno |  |  | Ultimo turno | Ultimo turno       | Ultimo turno       | Ultimo turno | Ultimo turno |  |
|  |             |                    |                  |             |             |  |  |              |                    |                    |              |              |  |
|  | 5           | Giammarco Micolani | 4                | 7           | 6           |  |  |              |                    |                    |              |              |  |
|  | WC          | Thai Kwiatkowski   | 6                | 62          | 3           |  |  | 5            | Giammarco Micolani | Giammarco Micolani | 3            | 2            |  |
|  | WC          | Alexios Halebian   | Alexios Halebian | 6           | 6           |  |  | WC           | Alexios Halebian   | Alexios Halebian   | 6            | 6            |  |
|  | 12          | Grégoire Barrère   | Grégoire Barrère | 2           | 2           |  |  |              |                    |                    |              |              |  |

### 6ª sezione
|  | Primo turno | Primo turno        | Primo turno     | Primo turno | Primo turno |  |  | Ultimo turno | Ultimo turno       | Ultimo turno       | Ultimo turno | Ultimo turno |  |
|  |             |                    |                 |             |             |  |  |              |                    |                    |              |              |  |
|  | 6           | Libor Salaba       | 6               | 65          | 3           |  |  |              |                    |                    |              |              |  |
|  | WC          | Mackenzie McDonald | 1               | 7           | 6           |  |  | WC           | Mackenzie McDonald | Mackenzie McDonald | 6            | 6            |  |
|  |             | Shaun Bernstein    | Shaun Bernstein | 3           | 4           |  |  | 10           | Agostoo Laranja    | Agostoo Laranja    | 3            | 3            |  |
|  | 10          | Agostoo Laranja    | Agostoo Laranja | 6           | 6           |  |  |              |                    |                    |              |              |  |

### 7ª sezione
|  | Primo turno | Primo turno   | Primo turno   | Primo turno | Primo turno |  |  | Ultimo turno | Ultimo turno  | Ultimo turno  | Ultimo turno | Ultimo turno |  |
|  |             |               |               |             |             |  |  |              |               |               |              |              |  |
|  | 7           | Shane Vinsant | Shane Vinsant | 6           | 6           |  |  |              |               |               |              |              |  |
|  |             | Luis Patiño   | Luis Patiño   | 4           | 2           |  |  | 7            | Shane Vinsant | Shane Vinsant | 2            | 62           |  |
|  |             | Robin Kern    | Robin Kern    | 2           | 2           |  |  | 13           | Karue Sell    | Karue Sell    | 6            | 7            |  |
|  | 13          | Karue Sell    | Karue Sell    | 6           | 6           |  |  |              |               |               |              |              |  |

### 8ª sezione
|  | Primo turno | Primo turno          | Primo turno          | Primo turno | Primo turno |  |  | Ultimo turno | Ultimo turno   | Ultimo turno   | Ultimo turno | Ultimo turno |  |
|  |             |                      |                      |             |             |  |  |              |                |                |              |              |  |
|  | 8           | Julien Cagnina       | Julien Cagnina       | 7           | 6           |  |  |              |                |                |              |              |  |
|  |             | Daniel McCall        | Daniel McCall        | 5           | 3           |  |  | 8            | Julien Cagnina | Julien Cagnina | 6            | 6            |  |
|  |             | Pavel Krainik        | Pavel Krainik        | 6           | 7           |  |  |              | Pavel Krainik  | Pavel Krainik  | 3            | 2            |  |
|  | 16          | Sai Kartik Nakireddi | Sai Kartik Nakireddi | 3           | 5           |  |  |              |                |                |              |              |  |